# Jose Albert
Jose Albert (Manilla, 3 april 1867 - aldaar, 13 augustus 1946) was een Filipijns arts en Ilustrado. Albert was lid van het Malolos Congres, het parlement van de revolutionaire regering onder leiding van Emilio Aguinaldo. Tevens was hij minister van Hygiene in de regering van Aguinaldo.

## Biografie
Jose Albert werd geboren in Binondo in de Filipijnse hoofdstad Manilla. Hij was de oudste van vijf kinderen van Mariano Albert en Ruperto Mayoralgo. Albert studeerde rechten, maar rondde deze studie niet af. Hij werkte desondanks toch als jurist in lagere rechtbanken en ook was hij van 1869 tot 1876 griffier van de rechtbank van de provincie Albay. In 1880 voltooide Albert een Bachelor of Arts-diploma aan de Ateneo de Manila University. Aansluitend studeerde hij vier jaar medicijnen aan de University of Santo Tomas. In 1884 vertrok hij naar Spanje waar hij verder studeerde aan de Complutense-universiteit van Madrid. Daar behaalde hij in 1887 zijn licentiaat Medicijnen en in mei 1889 voltooide hij er een doctoraat Medicijnen. Nadien bleef hij nog enige tijd in Europa, waar hij in Frankrijk, Brussel en Berlijn in diverse ziekenhuizen en klinieken ervaring opdeed. 
In 1891 keerde Albert terug in de Filipijnen waar hij vijf jaar lang een artsenpraktijk had tot hij op 16 september 1896 samen met vele anderen werd gearresteerd wegens vermoedens van betrokkenheid bij de uitbraak van de Filipijnse Revolutie even daarvoor. Hij zat gevangen in Fort Santiago maar werd later vrijgelaten. In de tweede fase van de Revolutie was hij lid van het Malolos Congres, het parlement van de Eerste Filipijnse Republiek. Hij zat in de commissie die de Filipijnse Grondwet, ook wel bekend als Malolos Constitutie,  ontwierp en was een van de ondertekenaars van deze Grondwet. Ook werd hij benoemd tot minister van Hygiëne in de regering van president Aguinaldo. Tevens was hij professor aan de Universiteit die de revolutionaire beweging had opgericht, de Universidad Cientifico Literaria de Filipinas. Na de uitbraak van de Filipijns-Amerikaanse Oorlog keerde hij in februari 1899 terug naar Manilla. In 1900 was hij betrokken bij de oprichting van de Partido Federal. Een aanbod om de partij te leiden weigerde hij. Hij was wel een van de prominente leden. In 1905 werd de partijnaam gewijzigd naar Partido Progresista en was Albert enige tijd president van de partij.
Vanaf de opening van het Philippine General Hospital, in 1907, werkte Albert op de afdeling pediatrie. Ook doceerde hij aan de University of the Philippines. In 1921 werd hij waarnemend decaan van de faculteit medicijnen. Vanaf 1992 was hij hoofd van de kliniek en vanaf 1939 tot zijn pensionering in 1945 was Albert hoogleraar Pediatrie.  
Albert overleed in 1948 op 79-jarige leeftijd aan nefritis. Hij was getrouwd met Dolores Casanova en kreeg met haar drie dochters.